# ایگور دوبروولسکی
ایگور دوبروولسکی (روسی: Игорь Иванович Добровольский؛ زادهٔ ۲۷ اوت ۱۹۶۷) بازیکن سابق فوتبال در زمان اتحاد جماهیر سوسیالیستی شوروی است.
از باشگاه‌هایی که در آن بازی کرده‌است می‌توان به باشگاه فوتبال سروت ۱۸۹۰، باشگاه فوتبال فورتونا دوسلدورف، المپیک مارسی و دینامو مسکو، جنوا، اتلتیکو مادرید، دینامو مسکو، تیم ملی فوتبال شوروی، تیم ملی فوتبال روسیه، جنوا، المپیک مارسی و جنوا اشاره کرد.
وی همچنین در تیم‌های ملی فوتبال شوروی، CIS و روسیه بازی کرده‌است.
وی در مسابقات کشوری و بین‌المللی در مجموع برندهٔ ۱ مدال طلا شده‌است.